# Rayalasima

Localització de Rayalasima a l'Índia

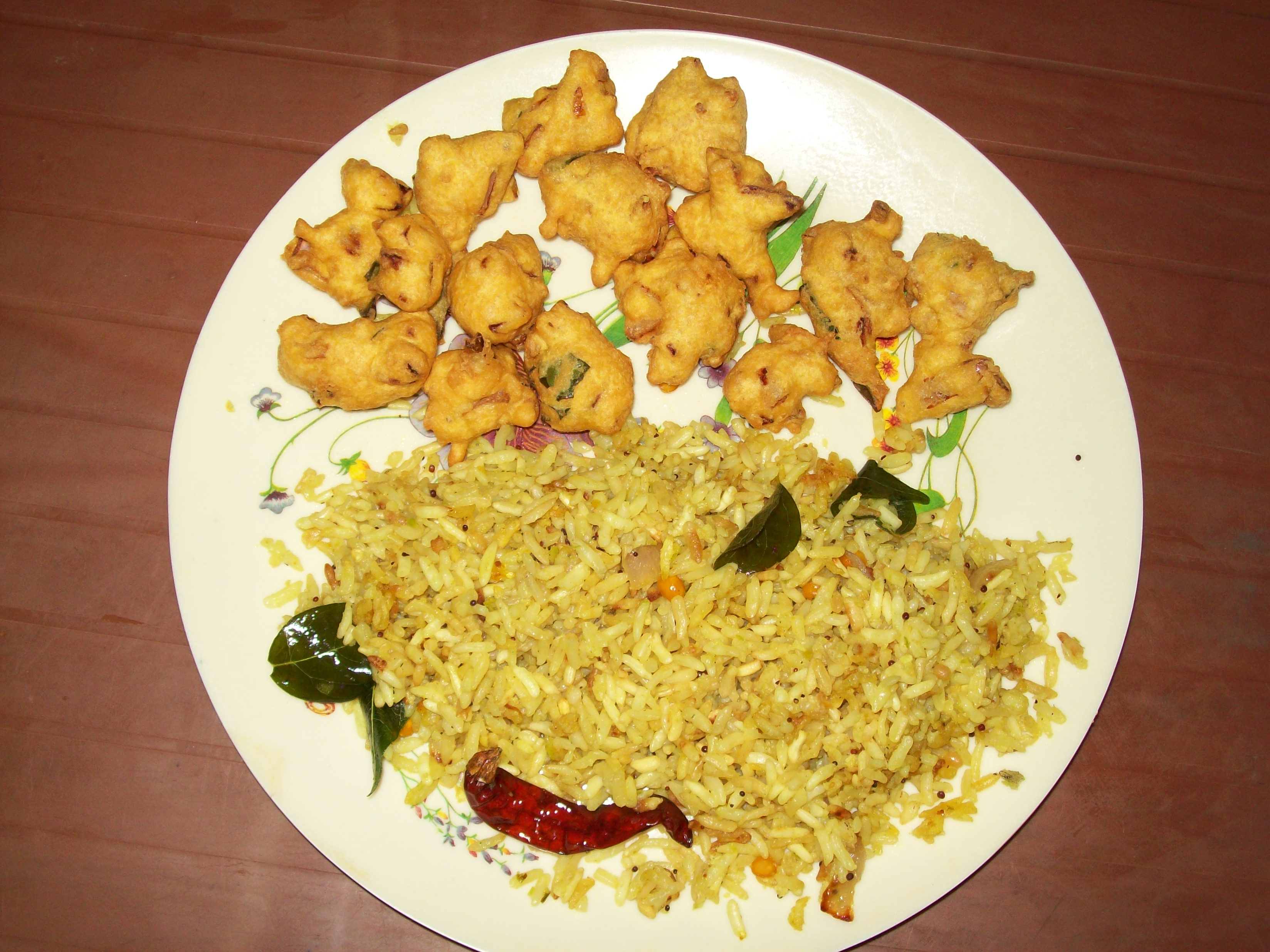
Uggani bajji; esmorzar típic de Rayalasima, bunyols amb arròs.

Rayalasima (telugu: రాయలసీమ, anglès: Rayalaseema) és una regió geogràfica al sud-oest de l'estat d'Andhra Pradesh, Índia.

## Districtes
Rayalasima està formada pels següents districtes:
- Districte de Kurnool
- Districte de Kadapa
- Districte d'Anantapur
- Districte de Chittoor
- Part del districte de Prakasam
- Part del districte de Nellore

El districte de Bellary, forma part actualment de Karnataka.

## Història
Antigament Rayalasima es coneixia amb el nom de Datta Mandalalu.
El nom actual correspondria als "Rayulu" (reis) de Vijayanagar que van governar la zona al segle xvi. El nayak de Pemmasani fou el virrei de Vijayanagar a la zona amb seu al fort de Gandikota. El nom fou adoptat el 1928 a proposta del lluitador nacionalista Gadicherla Hari Sarvottama Rao, però anteriorment era coneguda com a Guttha Seema.
Actualment hi ha una proposta de segregar Rayalasima d'Andhra Pradesh per formar un nou estat.